# Сяргозеро (озеро, Медвежьегорский район)
Сяргозеро (Сярг-озеро, Сягозеро) — озеро на территории Паданского сельского поселения Медвежьегорского района Республики Карелии.

## Общие сведения
Площадь озера — 11 км², площадь водосборного бассейна — 93,1 км². Располагается на высоте 120,2 метров над уровнем моря. Объём воды — 0,039 км³, общая площадь островов — 0,4 км².
Озеро немного вытянуто с северо-запада на юго-восток. Берега каменисто-песчаные, местами заболоченные.
С запада Сяргозеро протокой соединяется с Сонозером, через которое течёт река Волома, впадающая в Сегозеро.
К бассейну Сяргозера также относятся озёра:
- Муштаярви
- Тухкозеро
- Куйваярви
- Сюяярви
- Торосярви
- Вягозеро (без поверхностного стока)

На восточном берегу озера располагается деревня Сяргозеро, к которой подходит дорога местного значения 86К-151 («Подъезд к д. Сяргозеро»).
Код объекта в государственном водном реестре — 02020001111102000007819.

## Панорама

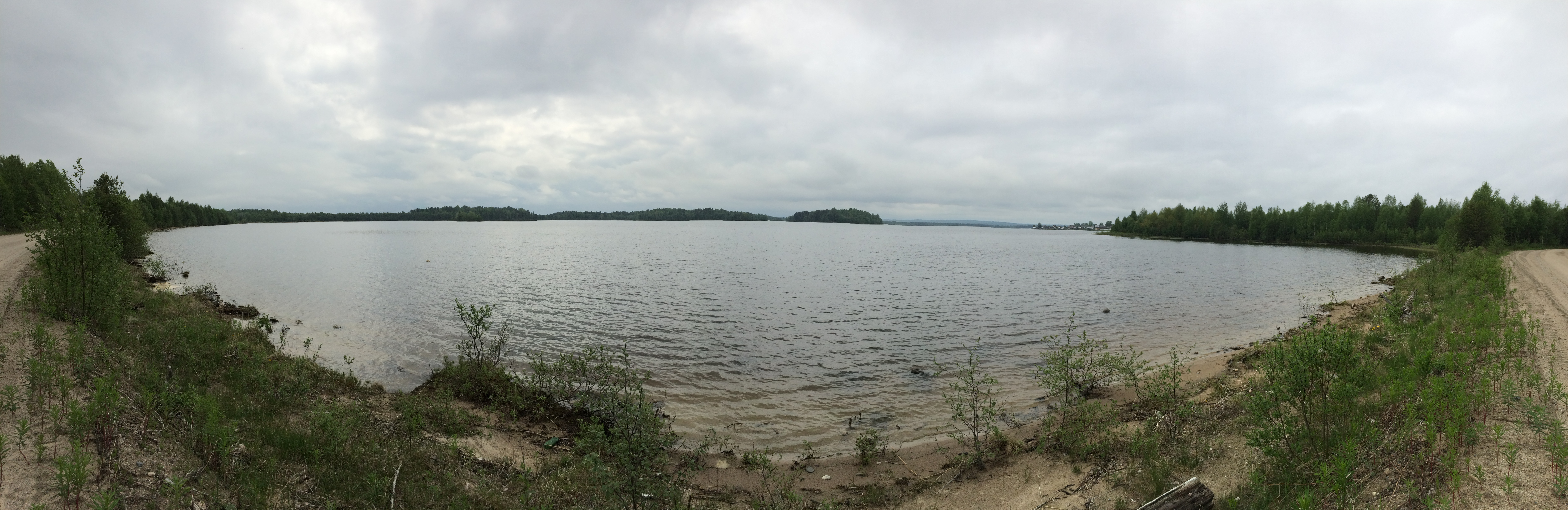
Панорама